# Friends (テレビドラマ)
『Friends』（フレンズ）は、2000年7月7日から9月15日までTBS系の「金曜ドラマ」で、毎週金曜日 22:00 - 22:54に放送された日本のテレビドラマ。主演は浜田雅功。

## あらすじ
写真週刊誌「ZOOM」のカメラマンである幸田順平（浜田雅功）は、ある芸能人の熱愛スクープをとるために野球場に向かった。だがそこで撮った写真に一般人の女性、日浦梨沙（和久井映見）が大きく写ってしまい、会社に嘘をついて野球を観戦に行っていた梨沙はその事がきっかけで会社と険悪になってしまう。そして日浦はZOOMの出版社と順平に抗議に向かう。その後、この2人を中心に様々な人間関係が生まれていく。

## 登場人物
幸田 順平〈35〉
演 - 浜田雅功（ダウンタウン）
写真週刊誌ZOOMと契約しているフリーカメラマン。かなり腕がよく編集長からも信頼されているが、非常にとっつきにくく孤独な性格であるが、梨沙との出会いで自分の中で変化が起こる。
日浦 梨沙〈29〉
演 - 和久井映見
都内のデパートで勤務していたが、風邪だとウソをついて早退し、野球観戦をしていたが、そこを順平に写真を撮られてしまったことが原因で上司にバレ、その後ひともんちゃくあり退職を余儀なくされるが、退職後は順平の紹介したプロラボで働くことになる。
三浦 修〈26〉
演 - 山口達也（当時TOKIO）
ZOOM契約のフリーカメラマンで順平の後輩。取材では順平とパートナーを組むが、パシリのような扱いを受けている。美雪が気になっている。
松野 美雪〈20〉
演 - 竹内結子
路上で絵を描いている。撮影に夢中になっていた順平に突き飛ばされ、右足をケガし後遺症となっている。そのことで順平から金をせびっているが、彼は無言で金を渡している。当初は、順平の事を仕事のためならほかの事をないがしろにする人間と嫌悪していた。
本城 直哉〈34〉
演 - 宮本浩次（エレファントカシマシ）
まだ売れていないシナリオライター。梨沙の恋人で、つきあいは長いが、収入が不安定なため、結婚まで踏み出せずアルバイトをするも長続きしない。
八雲 隆一〈36〉
演 - 村田雄浩
タクシードライバー。結婚願望は強い独身。少しおどおどした性格である。
咲坂 文緒〈30〉
演 - 鈴木砂羽
東京・下北沢でアンティークショップを経営している。梨沙とは大学時代からの同級生。
吉岡 茂〈45〉
演 - 内藤剛志
ZOOMの編集長。順平には一目置いている。
小林 省一〈48〉
演 - 大杉漣
写真週刊誌SCOOPと契約しているフリーカメラマン。順平とは何かと張り合っている。

## スタッフ
- 脚本 - 関根俊夫、宮原氣、芝田知子
- 演出 - 清弘誠、片山修、梶原紀尚
- プロデューサー - 清弘誠、壁谷悌之
- 音楽 - 城之内ミサ
- 主題歌 - Fayray「tears」（アンティノスレコード）
- イメージテーマ - 「IN PARADISUM～東風にて」（パシフィックガーデン）
- 写真協力 - 田代眞人
- パステル画 - 今井みろり
- 協力 - 緑山スタジオ・シティ、東通、インナップ、タカハシレーシング、日音
- 制作 - TBSエンタテインメント（現：TBSテレビ）
- 製作著作 - TBS

## 放送日程
| 各話                                                       | 放送日  | サブタイトル           | 脚本                     | 演出                   | 視聴率 |
| ---------------------------------------------------------- | ------- | ---------------------- | ------------------------ | ---------------------- | ------ |
| 第1話                                                      | 7月07日 | 撮られた、フラれた     | 関根俊夫                 | 清弘誠                 | 17.2%  |
| 第2話                                                      | 7月14日 | 女30、まだこれから     | 関根俊夫                 | 清弘誠                 | 14.4%  |
| 第3話                                                      | 7月21日 | 捨てちゃえ、そんな男   | 関根俊夫                 | 片山修                 | 13.2%  |
| 第4話                                                      | 7月28日 | 朝までつきあって       | 関根俊夫                 | 片山修                 | 10.1%  |
| 第5話                                                      | 8月04日 | 知ってる?カレのこと    | 関根俊夫 宮原氣          | 清弘誠                 | 10.2%  |
| 第6話                                                      | 8月11日 | ふたりだけの秘密       | 関根俊夫 芝田知子        | 清弘誠                 | 12.6%  |
| 第7話                                                      | 8月18日 | お願い、ウソだといって | 関根俊夫                 | 片山修                 | 12.7%  |
| 第8話                                                      | 8月25日 | 死んではイヤッ!        | 関根俊夫                 | 梶原紀尚               | 11.4%  |
| 第9話                                                      | 9月01日 | 許されない妊娠         | 関根俊夫                 | 片山修                 | 10.6%  |
| 第10話                                                     | 9月08日 | いまを生きる           | 関根俊夫 宮原氣          | 片山修                 | 11.6%  |
| 最終話                                                     | 9月15日 | 約束                   | 関根俊夫 宮原氣 芝田知子 | 清弘誠 片山修 梶原紀尚 | 12.2%  |
| 平均視聴率 12.4%（視聴率は関東地区・ビデオリサーチ社調べ） |         |                        |                          |                        |        |

## 受賞歴
- 第26回ザテレビジョンドラマアカデミー賞
  - 新人俳優賞（宮本浩次）